# Pulentos
Pulentos es una serie de animación chilena en 3D que se emitió originalmente en 2005 y 2006 por Canal 13. Fue realizada por la productora Tercer Hemisferio a partir de la creación del periodista Werne Núñez, entonces editor del área infantil de Canal 13, y el cineasta Sebastián Silva. 
El fenómeno traspasó la pantalla con una banda sonora que incluyó a dos integrantes del disuelto grupo Makiza, Ana Tijoux y Sonido Ácido, además de la rapera Vitami. Las canciones fueron incluidas en dos álbumes que alcanzaron niveles de Disco de Platino y Oro y se realizaron conciertos en recintos como el Teatro Teletón. La banda continúa en la actualidad sin Tijoux, presentándose en 2011 y 2019 en el festival Lollapalooza.
También se realizó una película de la serie, esta vez en animación 2D, estrenada en cines el 11 de diciembre de 2007. La banda sonora incluyó la participación de los mexicanos Plastilina Mosh.

## Visión general

### Orígenes
Los orígenes de la serie Pulentos dan cuenta de que originalmente esta no era una serie dirigida a un público infantil. Se dieron inicialmente con dos proyectos planeados por la productora Tercer Hemisferio para Canal 13. Uno fue el proyecto que dio origen al programa infantil Banana (que posteriormente fue sacado del aire tras cuatro meses de emisión), y otro era un proyecto de una serie sobre una banda de hip-hop titulada "Kuma", que poseía ya algunos de los nombres que hoy poseen algunos de los personajes, los cuales se basaron en un grupo de amigos de Sebastián Silva, integrante de la banda CHC y escritor original de la serie.
La música de la serie originalmente fue compuesta por Vicente Sanfuentes (quien fue fundador de los proyectos musicales Original Hámster y Hermanos Brothers) junto con la participación de los integrantes de CHC: Sebastián Silva y Nea, y C-Funk de la banda Los Tetas, los cuales en conjunto conforman la agrupación Los Mono, grupo al cual estaría enfocado la serie. La idea era que al final de cada episodio saliera un tema que transmitiera valores a quienes veían la serie.
Sin embargo, se produjeron discrepancias entre los músicos y Canal 13 como consecuencia provocaría que algunos de los temas que fueron creados para la serie quedaran fuera de esta. Esto, sumado al fracaso y posterior cancelación de Banana, obligó a un rediseño de la trama de la serie que obligó a cambiarla a un público más infantil, dando origen a los personajes y situaciones que actualmente se dan en esta serie. La serie está dirigida a un público infantil entre 5 y 15 años.
Junto con el cambio de marco de público también hubo un cambio en la música de la serie de tal forma que estaría dirigida al público propuesto. De ello se encargaron los músicos Ana Tijoux y Sonidoácido (integrantes de la disuelta banda Makiza) y Nicolás Carrasco, (conocido en el ámbito musical como Foex). Anita y Sonidoácido se encargan de poner su voz para los temas musicales de la banda, mientras que Nicolás Carrasco es el encargado de componer la música, excepto la canción Metatarso que fue compuesta por Erasmo Parra y que en principio sería uno de los temas del primer disco no editado solista de Ana Tijoux. Por otra parte, el material excluido del grupo Los Mono fue introducido en un disco llamado Somos los que estamos, el cual fue liberado en línea. Recientemente el disco fue descubierto por el sello discográfico Sonic360 el cual se encargó de su edición y distribución en Estados Unidos.

### Equipo de producción
Los guiones de los episodios de la serie animada son realizados por un equipo compuesto por los guionistas Francisco Bobadilla y Luis Ponce (quienes antes han realizado guiones para la serie Villa Dulce y las adaptaciones chilenas de La Nany y Casado con hijos). Ángel Fucaraccio realizó la dirección de la primera temporada, y junto a Cristián Aspee realizaron la segunda temporada.
El productor general fue Roberto Fucaraccio junto a Paloma Gordian.
Producción de animación a cargo de Elizabeth Molina.
Dirección de Arte y posproducción a cargo de Rodrigo Vicens.

## Sinopsis
En una villa de la ciudad, inaugurada por el mismísimo presidente Ricardo Lagos, se reúnen casualmente cinco chicos que tienen en común su afición por la música, en especial por el hip-hop.
Las peripecias e historias de Walala, Barry, Nea, Ramón y Benzo, trascurren en esta villa junto a sus mascotas Tom York y Jorge. Los conflictos con la Vieja Mercedes o el papá de Walala, el Capitán Agustín Zamora, se han transformado en un éxito. Transcurrida la segunda temporada, empiezan a surgir como conjunto musical, realizando una serie de conciertos exitosos. En el último capítulo un hombre entra en la casa de Nea, donde estaban ensayando, les dijo que era mánager y prometió un estudio de grabación moderno. Nea al principio dijo que no, pero Benzo, interesado, insistió. Acto seguido llevan los instrumentos al furgón del mánager y se fueron caminando al estudio, cuando llegaron se dieron cuenta de que no era un estudio de grabación y habían sido estafados. Derrotados, se sientan en la cuneta pensando sus instrumentos perdidos. Luego en casa llegan Jorge y Tom York con el micrófono de Nea, los cinco amigos les dicen que los lleven donde están el resto de los instrumentos. Cuando llegan al lugar tienen una conversación con el estafador y este se termina yendo de Santiago. Los Pulentos volvieron a la villa con el padre de Walala, y se quedaron con el furgón y los instrumentos.

## Personajes
- Benzo: Tiene 11-12 años, es el super-dotado del grupo y lo que no sabe, lo inventa. Se caracteriza por usar siempre una nariz de payaso y por ser muy hiperkinético. Benzo varias veces mete la pata y no le gusta admitirlo, pero después del episodio "Raíces" cambia su forma de ser ya que casi pierde a sus amigos por su propia culpa.
- Nea:  La vocalista del grupo. Tiene 12-13 años y es la hermana menor de Barry. Creció en Nueva York, por lo que conoce muy de cerca el hip-hop. En la segunda temporada, cambia su vestimenta para ser más "coqueta".
- Barry:  El "gordo comilón", tiene 14-15 años y es el hermano mayor de Nea. Barry es el bajista y muchas veces corista del grupo, además de ser el más miedoso de los cinco. En la segunda temporada, vuelve a ser muy violento con Benzo y cambia su polera por una casi idéntica pero con una pizza en el centro. A pesar de ser el más gordo y más alto del grupo, es el menor en edad.
- Walter "Walala" Zamora: Tiene 13-14 años, y es hijo de Don Agustín Zamora, Walala es el metalero del grupo y tiene un gran gusto por la música metal. Walala es el guitarrista y muchas veces hace las segundas voces de la banda. En la segunda temporada, como Barry, tiene la misma polera negra sin mangas, pero con el logo de Weezer en el centro. Tiende a andar con mal olor de pies. Sus frases típicas son: "Heavy Hardcore", Hardcore y Terrible de (con cualquier palabra) a Benzo.
- Ramón: Es un chico flaco y poco comunicativo, tiene 13-14 años. Apenas habla y se mueve, al parecer es muy flojo para todo, lo cual se empieza a notar más en la segunda temporada, pero es un maestro a la hora de hacer scratches en un torna mesa. Es el mayor del grupo y está muy enamorado de Nea. Su frase típica: ¡Qué lata!. Su personaje está inspirado en Joey Ramone
- Jorge: Es un perro quiltro de color amarillo, tiene 16-17 años. Puede hablar y usa lentes de sol.
- Tom York: La extraña salchicha-ratón mascota de Benzo, tiene 3-4 años y se guía por la filosofía de comer igual que Barry. Sus frases típicas son: ¡Tengo hambre! y ¡Camembert! (Posee una extraña fisonomía, ya que su aspecto es el de una salchicha con sombrero de ratón y extremidades). A Tom York le gustaría ser reconocido, sin embargo no es famoso.

### Otros personajes
- Capitán Zamora:  Agustín Zamora, más conocido como el Capitán Zamora, es el padre de Walala. Tiene unos 45 años y fue militar, por lo cual tiene una actitud militarista ante él, con el objetivo de criarlo mejor. En un episodio de la primera temporada le prohíbe a Walala juntarse con la banda, pero luego de que la misma banda le mostrara lo que tocan, recapacita. A partir de la segunda temporada se ocupa de la movilización y seguridad del grupo.
- Ricardo: El padre de Nea y Barry. Se destaca su gusto por la música folclórica y tiene 36-37 años.
- Mercedes:  La dueña del almacén "El Cielo". Tiene 74-75 años, y odia a quienes tocan y/o escuchan el hip-hop debido a que viene de una población donde ese tipo de música era sinónimo de destrucción. Por esto impulsa una campaña contra todo aquel en la villa que escuche hip-hop, por lo que los Pulentos le dan el apodo de "Vieja Sapa". En la segunda temporada cambia el nombre de su almacén a "Almacén Mercedes". También en la segunda temporada se nota más su "simpatía" por el capitán Zamora. Su odio por el hip-hop se destaca en el episodio final de la serie "no dejes para mañana" en donde se muestra el futuro de los pulentos.
- Abaddon: Tiene 17-18 años, es el gato de la señora Mercedes, es negro, enemigo de Jorge y Tom York, en un episodio, el gato había traicionado a Jorge solo diciendo "fuiste tu".

### Primera temporada
- Janet: Expolola de Ricardo, el padre de Nea y Barry; tiene 39 años. En un principio llegó a vivir junto a Ricardo (quien lo llamaba "capullito"), pero éste la echó de la casa luego de descubrir su actitud autoritaria con los niños.
- Alin: Extraterrestre de 15 años proveniente de un misterioso planeta. Cuando se unió al grupo le colocó un dispositivo de control mental a Benzo, para que haga lo que diga, y termina congelando a todos con un arma que inventó con las cosas de Benzo, a excepción del Capitán Zamora y Ramon.

### Segunda temporada
- Gunther Pino:  Es un representante y productor de 30 años caracterizado principalmente por su gran capacidad para decir mentiras y engañar a los demás, pero después se arrepiente.
- Lai Fan:  Es una niña de 12 años cuyos padres tienen un restaurante de comida china en el barrio. Es fanática de los Pulentos, está enamorada de Barry y en el capítulo "Chaufán Arroz con Palillos" se va para siempre a China.
- Moribundo Meza: Es un fantasma de 64 años, el cual se ocupa de ser guardia de un cementerio y ayuda al forastero.
- Mike: Es un niño estadounidense de 13 años. Él y Barry son amigos desde pequeños; Mike se caracteriza por romper todo lo que toca o usa. También tuvo un romance con Nea hasta que ella misma descubrió que la engañó y se enteró porque leyó su diario. Al final tuvo que volver a su país porque su mamá estaba esquiando en la nieve. También le preguntó a Barry si tenía esquís que le pudiera prestar, pero Barry le dijo que mandara un mensaje de correo electrónico y le terminó cerrando la puerta.

## Reparto
| Personaje              | Actor de voz                 |
| ---------------------- | ---------------------------- |
| Barry Andrés           | Ximena Marchant              |
| Walter "Walala" Zamora | Sebastián Pinto              |
| Ramón                  | Ignacio Flores (1°temporada) |
| Ramón                  | Carlos Díaz (2° temporada)   |
| Nea                    | Vanesa Silva                 |
| Benzo                  | René Pinochet                |
| Jorge                  | Patricio Gutiérrez           |
| Tom York               | Rodrigo Vicens               |
| Capitán Agustín Zamora | Eduardo Valenzuela           |
| Mercedes               | Vanesa Silva                 |
| Ricardo                | Adolfo Valenzuela            |

Personajes episódicos (1ª temporada)
- Jannett - Ángela Zamorano
- Alin - Sin identificar

Personajes episódicos (1ª temporada)
- Gunther Pino - Domingo Guzmán
- Lai Fan - Yanina Quiroz
- Mike - Sin identificar
- Moribundo Meza - Sin identificar

#### Datos técnicos
- Estudio de grabación: Syncronix[7]

## Episodios
| Temporada | Temporada             | Episodios             | Episodios             | Fecha de emisión original | Fecha de emisión original |
| Temporada | Temporada             | Episodios             | Episodios             | Inicio                    | Final                     |
| --------- | --------------------- | --------------------- | --------------------- | ------------------------- | ------------------------- |
|           | 1                     | 10                    | 10                    | 3 de septiembre de 2005   | 1 de octubre de 2005      |
|           | 2                     | 12                    | 10                    | 20 de octubre de 2006     | 23 de diciembre de 2006   |
| 2         | 2                     | 12                    | 29 de junio de 2009   | 29 de junio de 2009       |                           |
|           | Pulentos, La Película | Pulentos, La Película | Pulentos, La Película | 25 de diciembre de 2007   | 25 de diciembre de 2007   |

- Primera temporada (2005)

La primera temporada de Pulentos consta de 10 episodios. Los tres primeros episodios de la serie fueron emitidos en su día de estreno.
| #  | Fecha                    | Episodio             | Videoclip          |
| -- | ------------------------ | -------------------- | ------------------ |
| 1  | 3 de septiembre de 2005  | Vamos, let's go!     | La queremos llevar |
| 2  | 3 de septiembre de 2005  | Perros de la calle   | Jorge              |
| 3  | 3 de septiembre de 2005  | Aquelarre            | Aquelarre          |
| 4  | 10 de septiembre de 2005 | Mi amigo ET          | Cachipún           |
| 5  | 10 de septiembre de 2005 | Pasao a queso        | La queremos llevar |
| 6  | 17 de septiembre de 2005 | Pelear no es pulento | Pepe               |
| 7  | 17 de septiembre de 2005 | Ratón volador        | Estilo animal      |
| 8  | 24 de septiembre de 2005 | Malas juntas         | Piantes            |
| 9  | 24 de septiembre de 2005 | La polola de papi    | Pulentos           |
| 10 | 1 de octubre de 2005     | Barry a dieta        | Piantes            |

- Segunda temporada (2006; 2009)

En junio del 2006, Canal 13 anunció una la segunda temporada de Pulentos, la cual se estrenó el 20 de octubre de 2006 y que en su momento, contó de 10 episodios. Originalmente estaban proyectados 12 episodios para su exhibición por televisión. El 27 de junio de 2009, Canal 13 confirmó el estreno los dos episodios restantes de la temporada, cuáles no se estrenaron en su momento por razones desconocidas. En los conciertos de la banda virtual (realizados durante el primer semestre de 2006) se mostraron adelantos de la segunda temporada.
En esta temporada se aprecia que el grupo tiene un poco más de fama, realizando conciertos en distintas ciudades e interpretando covers de grupos como Los Tres y Los Prisioneros. Adicionalmente, se confirmó la participación de artistas chilenos como invitados especiales en la serie, resultando ser Los Tres, DJ Méndez, Anita Tijoux y Jorge González.
| #  | Fecha                   | Episodio                      | Videoclip                     |
| -- | ----------------------- | ----------------------------- | ----------------------------- |
| 11 | 20 de octubre de 2006   | El día después                | Metatarso                     |
| 12 | 20 de octubre de 2006   | Chaufán, arroz con palitos    | Arroz con palitos             |
| 13 | 27 de octubre de 2006   | Muertos de miedo              | Halloween                     |
| 14 | 3 de noviembre de 2006  | Tocando madera                | La pandilla                   |
| 15 | 10 de noviembre de 2006 | K-win                         | No entiendo nada              |
| 16 | 17 de noviembre de 2006 | Es-3                          | Wuichipirichi                 |
| 17 | 24 de noviembre de 2006 | Que no se te olvide acordarte | Somos tontos, no pesados      |
| 18 | 8 de diciembre de 2006  | La mansaca...                 | Llueve sobre la ciudad        |
| 19 | 15 de diciembre de 2006 | Raíces                        | No quiero                     |
| 20 | 23 de diciembre de 2006 | El invitado de piedra         | El que no salta no es pulento |
| 21 | 29 de junio de 2009     | Pulenta maleta                | Somos sudamerican rappers     |
| 22 | 29 de junio de 2009     | No dejes para mañana          | Walala                        |

## Formación
- Nea: Vocalista
- Barry: Bajo, segunda voz en varias canciones, corista.
- Benzo: Secuencias, teclado, segunda voz en "Pepe" y "Somos sudamerican rappers".
- Walala: Guitarra, segunda voz en varias canciones, corista.
- Ramón: Tornamesas, segunda voz en varias canciones.

## Impacto musical
El éxito musical y televisivo de los Pulentos se puede atribuir que la mayoría de las canciones que toca el grupo se relacionan con temas, sentimientos y conceptos que rodean a los niños con una edad similar a la de los Pulentos. Esto sumado a que los temas que se dan en los episodios de la serie son cercanos a la realidad que vive un grupo de chilenos, con un ambiente y sociedad muy cercanos a estos. La mayoría de los temas fueron compuestos pensando en un público infantil con una fuerte influencia, irradiada en su gran parte por Anita Tijoux, en una época donde estaba cuidando a su primer hijo.
El éxito de Pulentos debido a la masiva venta de su primer álbum originó que los productores se organizaran para preparar el primer concierto virtual de la banda, el cual fue realizado el 20 de mayo de 2006 en el Teatro Teletón. Su primer concierto incorporó la presencia de artistas y bailarines en vivo, sumado a algunas escenas protagonizadas por el grupo que no aparecen en la serie, tales como videos tras bambalinas. El éxito de este primer concierto motivó a los productores a realizar una serie de conciertos para los días próximos al Día del Niño tanto masivos como a beneficencia, estos últimos sólo con la participación de los músicos. La banda también tuvo participación radial con un especial en Radio Cooperativa el 6 de agosto de 2006 simulando una toma pacífica de la radio.
Este éxito se consolidó con un grupo de presentaciones a lo largo de todo Chile durante diciembre de 2006 y enero de 2007, con su presentación en la Teletón 2006 con participación especial de Don Francisco, en una secuencia en la cual aparece llevando al grupo al escenario; y posteriormente con el lanzamiento del disco de su segunda temporada. Con motivo de su popularidad el artista visual y diseñador gráfico Bernardo Godoy realizó, junto con otros personajes populares chilenos formó parte del proyecto " Arte en Hospitales", una serie de murales con los integrantes del grupo en el Hospital Sótero del Río.
En el año 2007, la banda también tuvo participación en la banda sonora de la película Papelucho y el marciano con un tema llamado "Papapepeluluchocho". En agosto de 2007, particularmente en las fechas cercanas al día del niño la banda realizó una serie de conciertos cuya ambientación está fijada en un set de televisión, dentro del cual la banda graba su primer videoclip. En estos conciertos la banda tuvo como invitados especiales a los integrantes de la serie infantil Amango.

## Premios y Nomniaciones
| Año  | Premio     | Categoría            | Resultado |
| ---- | ---------- | -------------------- | --------- |
| 2007 | BKN Awards | Dibujo Animado + BKN | Nominado  |

## Álbumes

### Pulentos (2005)
El sello discográfico La Oreja lanzó a la venta el CD de Pulentos a finales del 2005. Este disco obtuvo el nivel de disco de oro tras haber alcanzado las 10 mil copias vendidas. En el año 2006 obtuvo el nivel de Disco de Platino.
El día 6 de agosto de 2007 y con motivo de una promoción del diario La Tercera este disco fue lanzado con una carátula especial como parte de la colección TV Clásicos Infantiles de Ayer y Hoy
| #  | Tema               |
| -- | ------------------ |
| 01 | Pulentos           |
| 02 | Cachipún           |
| 03 | Aquelarre          |
| 04 | Jorge              |
| 05 | Estilo animal      |
| 06 | La queremos llevar |
| 07 | Pepe               |
| 08 | Piantes            |

### Pulentos: Segunda temporada (2006)
El día 16 de diciembre de 2006 se realizó un evento en el Paseo Ahumada con motivo del lanzamiento del disco de la segunda temporada de Pulentos, también conocido como Pulentos 2 El disco, lanzado por el sello discográfico La Oreja, se compone de 12 temas separados en 9 temas originales y 3 covers de temas de Los Prisioneros ("Somos sudamerican rappers"), Los Tres ("Somos tontos, no pesados") y Los Bunkers ("Llueve sobre la ciudad"). Este disco al igual que el primero también obtuvo el nivel de disco de oro.
Algunos de los temas que aparecen en este disco fueron interpretados en algunos de los conciertos que estaban fechados antes del lanzamiento del disco.
| #  | Tema                          |
| -- | ----------------------------- |
| 1  | Somos tontos, no pesados      |
| 2  | La pandilla                   |
| 3  | Metatarso                     |
| 4  | Halloween                     |
| 5  | El que no salta no es Pulento |
| 6  | Llueve sobre la ciudad        |
| 7  | No quiero                     |
| 8  | Arroz con palitos             |
| 9  | Wuichipirichi                 |
| 10 | No entiendo nada              |
| 11 | Somos sudamerican rappers     |
| 12 | Walala                        |

## Difusión
Pulentos se transmitió por Canal 13 entre septiembre de 2005 y junio de 2009. La serie también fue transmitida por UCV (actualmente TV+) entre 2006 y 2009, junto a otras series animadas chilenas como Diego y Glot, Villa Dulce y El ojo del gato.
El videoclip de la canción La queremos llevar (interpretada por Ana Tijoux y Sonido Ácido), rotó a finales de 2005 por la señal de MTV Latinoamérica, como parte de la sección de "Videos flamantes" del canal.
En diciembre de 2017, la primera temporada de la serie fue subida al servicio de streaming gratuito de Canal 13, Loop 13 (en la actualidad 13Now). Asimismo, el 19 de mayo de 2020, la temporada fue subida a YouTube por la cuenta oficial de Canal 13.
Tras doce años fuera de la televisión, el 18 de abril de 2021, Pulentos empezó a emitirse por la señal REC TV los días domingo al mediodía, después de Diego y Glot.

## Película
Vasco Moulian confirmó en 2006 la realización de una película animada de Pulentos, al igual que una tercera temporada (sin embargo, al parecer nunca se realizó). Una de sus principales características, es que la animación de la película no es en 3D como lo es en la serie, sino que fue digital en 2D. Esta se diseñó con una mezcla de softwares de diseño gráfico y diseño web. Su fecha de estreno inicial fue el 27 de diciembre de 2007, pero los productores adelantaron el estreno para el 25 de diciembre. En la película se destaca la participación del grupo mexicano Plastilina Mosh, con el cual se realizó una nueva versión de uno de los temas de la banda.
La trama de la película trata sobre la travesía del grupo hacia Estados Unidos, más específicamente a Miami, donde están nominados a un premio Drammy (una obvia referencia a los premios Grammy). Los Pulentos obtienen el premio y conocen a Madame Nidia, una mujer la cual les ofrece la posibilidad al grupo de saltar definitivamente a la fama. El grupo acepta su ayuda, pero tras esto, empieza a vivir situaciones que amenazan la amistad y buena convivencia dentro del grupo y los ponen a situaciones de gran envergadura.
La banda sonora de la película tiene cinco temas originales y cuatro temas con una nueva versión, una de ellas interpretada junto con el grupo mexicano Plastilina Mosh.

## Merchandising
Fuera de la serie y los discos de la serie animada, la popularidad de los Pulentos le ha otorgado un amplio espectro de merchandising, liderado por el lanzamiento de los DVD de la serie animada lanzados en abril de 2006, de los cuales se han vendido más de 30 mil copias. Hasta la fecha se han lanzado tres DVD, que conforman la primera temporada de Pulentos (estando los episodios ordenados por fecha de emisión) y contienen tanto episodios como videos musicales de esta.
Además se han lanzado una diversa cantidad de merchandising de la serie animada, entre los cuales se cuentan cuadernos, mochilas, ropa para niños, artículos para cumpleaños, rompecabezas, álbumes de láminas (tanto de la primera como de la segunda temporada), chicles y helados.

## Críticas
Si bien Pulentos es una serie que se destaca por su música y su popularidad como consecuencia de esta última, la serie no posee muy buena reputación respecto a su calidad como animación en 3D.
Claudio Kreutzberger, uno de los tres creadores de la serie animada Diego y Glot, manifestó su rechazo a la animación 3D de la serie animada, aduciendo que la serie no fue exportada debido a la mala calidad de la animación 3D en comparación con otras series animadas.
Las razones por las cuales la animación en 3D de la serie se le critica de ser de mala calidad es debido a algunas texturas mal hechas, escenas que en un momento dado se desaceleran, entre otras razones. A pesar de esto, los productores han reconocido que su trabajo no está de la mejor calidad posible y que todos los animadores que participaron en la serie han tenido que aprender animación 3D, además del hecho de que su producción tiene que ser entregada en muy poco tiempo.